# Copa Pelé 1987
El I Mundial de Séñores  (conocido también como Copa Pelé 1987) fue la primera edición de la Copa Mundial de másters. Las selecciones que participaron en la primera edición 1987, fueron Alemania Federal, Argentina, Brasil, Italia y Uruguay (cinco selecciones en total). Cada uno de los equipos era compuesto por jugadores ya retirados. 
Las bases del torneo consistían en un pentagonal de todos contra todos, y al finalizar la liguilla, los dos primeros se enfrentarían en un partido extra para definir al campeón. Se otorgaban 2 puntos por partidos ganados, 1 punto por partidos empatados y 0 puntos por partidos perdidos.
En la final de la Copa, la Argentina se impondría a Brasil por la mínima diferencia (1-0).

## Resultados
| 4 de enero de 1987  |       |                  |  |              |
| Brasil              | 3 - 0 | Italia           |  | São Paulo    |
| Alemania Federal    | 1 - 1 | Argentina        |  | Santos       |
| 7 de enero de 1987  |       |                  |  |              |
| Brasil              | 0 - 0 | Uruguay          |  | Santos       |
| 9 de enero de 1987  |       |                  |  |              |
| Alemania Federal    | 2 - 1 | Italia           |  | Santos       |
| 11 de enero de 1987 |       |                  |  |              |
| Uruguay             | 2 - 1 | Italia           |  | Santos       |
| Brasil              | 1 - 3 | Argentina        |  | São Paulo    |
| 13 de enero de 1987 |       |                  |  |              |
| Argentina           | 1 - 2 | Italia           |  | Santos       |
| 14 de enero de 1987 |       |                  |  |              |
| Uruguay             | 2 - 0 | Alemania Federal |  | São Paulo    |
| 16 de enero de 1987 |       |                  |  |              |
| Argentina           | 4 - 0 | Uruguay          |  | Porto Alegre |
| Brasil              | 2 - 1 | Alemania Federal |  | Santos       |

## Tabla de posiciones
| Equipo           | Pts | PJ | PG | PE | PP | GF | GC | Dif |
| ---------------- | --- | -- | -- | -- | -- | -- | -- | --- |
| Argentina        | 5   | 4  | 2  | 1  | 1  | 9  | 4  | +5  |
| Brasil           | 5   | 4  | 2  | 1  | 1  | 6  | 4  | +2  |
| Uruguay          | 5   | 4  | 2  | 1  | 1  | 4  | 5  | –1  |
| Alemania Federal | 3   | 4  | 1  | 1  | 2  | 4  | 6  | –2  |
| Italia           | 2   | 4  | 1  | 0  | 3  | 4  | 8  | –4  |

## Final
Al finalizar Argentina y Brasil entre los dos primeros puestos jugaron un partido extra para definir al campeón de acuerdo a las bases del torneo de aquel año.
| 18 de enero de 1987 |       |           |  |           |
| Brasil              | 0 - 1 | Argentina |  | São Paulo |

## Campeón
Campeón
Argentina
1.er título